# Кристал Пэлас (футбольный клуб)
«Кри́стал Пэ́лас» (полное название — Футбольный клуб «Кристал Пэлас», англ. Crystal Palace Football Club, английское произношение: ['krɪstl 'pælɪs 'futbɔ:l klʌb]) — английский профессиональный футбольный клуб из Кройдона, южный Лондон. Выступает в Премьер-лиге, высшем дивизионе в системе футбольных лиг Англии.
Клуб был основан в 1905 году. С 1924 года выступает на стадионе «Селхерст Парк». Главным соперником клуба является «Брайтон энд Хоув Альбион» с которым разыгрывается дерби М23. В 2025 году команда впервые завоевала Кубок Англии, обыграв в финале «Манчестер Сити» и Суперкубок Англии, обыграв в финале «Ливерпуль». Наилучшим результатом в лиге является 3-е место в Первом дивизионе сезона 1990/91.
Прозвище клуба — «орлы» (The Eagles). Орёл также находится на эмблеме команды с 1970-х годов.

## История

### Основание клуба
Футбольный клуб «Кристал Пэлас» был создан 10 сентября 1905 года, владельцами Хрустального дворца (англ. Crystal Palace) при поддержке владельцев футбольного стадиона «Кристал Пэлас», которые хотели видеть у себя профессиональный футбольный клуб. Клуб вступил во Второй дивизион Южной лиги в сезоне 1905/06 и в первом же сезоне заняв первое место вышел в Первый дивизион. «Кристал Пэлас» также присоединился к United Counties League, заняв второе место вслед за «Уотфордом». 16 марта 1914 года в игре с Уэльсом в футболке сборной Англии вышел первый представитель «Кристал Пэлас» Генри Колклу. После начала Первой мировой войны Адмиралтейство реквизировало Хрустальный дворец и клуб был вынужден переехать на стадион клуба «Уэст Норвуд» — «Херн-Хилл». Три года спустя клуб снова переехал — на стадион «Кройдон Коммон Атлетик Граунд».

#### Пересмотр даты основания
«Кристал Пэлас» претендует на звание старейшего в мире футбольного клуба, который выступает в профессиональной лиге. Исследование Питера Мэннинга показало, что «Кристал Пэлас», который, по общепринятому мнению, был основан в 1905 году, может претендовать на связь с футбольной командой «Кристал Пэлас», основанной в 1861 году. 18 июня 2022 года клуб сменил год основания на эмблеме. Футбольной ассоциацией Англии старейшим клубом в мире считается «Шеффилд» (основан в 1857 году), выступающий на любительском уровне, а старейшим в мире профессиональным клубом — «Ноттс Каунти» (основан в 1862 году).

### Вступление в Футбольную лигу
Клуб вступил в Футбольную лигу (Третий дивизион) в сезоне 1920/21, став чемпионом и получив право выхода во Второй дивизион. «Кристал Пэлас» переехал на собственный стадион «Селхерст Парк» в 1924 году, на котором клуб играет по сей день. Первым матчем на «Селхерст Парк» стала игра против «Шеффилд Уэнсдей», за которой наблюдали 25 тысяч зрителей. Хозяева потерпели в ней поражение с минимальным счётом 0:1. «Пэлас» завершил сезон на 21-м месте и вернулся в Третий южный дивизион, где клуб выступал до сезона 1957/58, который команда закончила в нижней части турнирной таблицы и вылетела в новообразованный Четвёртый дивизион, наряду с другими 11-ю клубами третьего южного дивизиона и 12-ю клубами из нижней половины таблицы третьего северного дивизиона. В сезоне 1960/61 «Кристал Пэлас» вернулся в Третий дивизион, и это стало поворотным моментом в истории клуба. В сезоне 1963/64 клуб вышел во Второй дивизион, а сезоне 1968/69 впервые в своей истории вышел в Первый дивизион.

### Выступление в Первом дивизионе
Несмотря на выступление в высшем дивизионе с 1969 до 1972 год, клуб выбыл из Первого дивизиона, а затем и из Второго дивизиона в двух сезонах подряд, оказавшись в Третьем дивизионе в сезоне 1974/75. Под руководством нового главного тренера, Терри Венейблса, «Кристал Пэлас» вернулся во Второй дивизион в сезоне 1976/77, а в сезоне 1978/79 вышел в Первый дивизион. Но уже в следующем сезоне «орлы» выбыли из Первого дивизиона, и оставались во Втором дивизионе вплоть до сезона 1988/89. Клуб также достиг финала Кубка Англии в сезоне 1989/90, где встретился с «Манчестер Юнайтед». Первый матч завершился со счётом 3:3, а в переигровке «Манчестер Юнайтед» оказался сильнее — 1:0. Клуб добился большого успеха в сезоне 1990/91, заняв 3-е место в Первом дивизионе и выиграл Кубок полноправных членов, победив «Эвертон» в финале со счётом 4:1, выиграв свой первый кубок. Следующий сезон начался многообещающе: «Пэлас» располагался на третьем месте. Однако, выступая в программе Great Britain United на канале Channel Four, президент клуба Рон Нодс высказал унизительные комментарии о трудолюбии темнокожих игроков клуба. Позднее он это отрицал и настаивал, что его слова были вырваны из контекста. В ответ на эти выпады Иан Райт, лучший бомбардир клуба посреди сезона ушёл в «Арсенал», а «Кристал Пэлас» завершил сезон на 10-м месте. Тем не менее это позволило клубу стать одним из основателей Премьер-лиги, учреждённой в 1992 году.

### После основания Премьер-лиги
Ущерб от заявления Нодса продолжал сказываться, и после ухода нескольких игроков «Пэлас» был обречён на борьбу за выживание. Несмотря на бескомпромиссную игру в шестом туре с «Блэкберн Роверс», которая закончилась вничью 3:3, многие игроки не желали больше выступать в клубе, включая игрока сезона 1989/90 Марка Брайта. Обыграв за три тура до конца чемпионата «Ипсвич Таун» на выезде со счётом 3:1, «Пэлас» набрал 49 очков, и единственным клубом, который отделял их от зоны вылета, был «Олдем Атлетик» с 40 очками. «Олдем» затем обыграл «Ливерпуль», «Астон Вилла» в последнем туре встречалась с «Саутгемптоном», а «Кристал Пэлас» отправился на «Хайбери» в гости к «Арсеналу». Бывший игрок орлов Иан Райт открыл счёт в матче, и «канониры» выиграли со счётом 3:0, «Олдем» же обыграл «Саутгемптон», после чего «Кристал Пэлас» выбыл из Премьер-лиги. В следующем сезоне клуб вернулся Премьер-лигу, после отставки главного тренера Стива Коппелла. Алан Смит, помощник Коппелла в клубе, стал главным тренером после его ухода, но не смог сохранить клуб в Премьер-лиге, и «Пэлас» вновь выбыл в нижний дивизион. Коппелл вернулся в качестве главного тренера после увольнения Смита. Он не смог вывести «Пэлас» в Премьер-лигу в первом же сезоне, проиграв в дополнительное время «Лестер Сити» в финале плей-офф. Однако уже
в следующем сезоне «орлы» вернулись в Премьер-лигу. В сезоне 1998/99 клуб вновь вылетел в Первый дивизион. Новым главным тренером спустя 30 лет вновь стал Терри Венейблс. У «Кристал Пэлас» начались финансовые затруднения, связанные с банкротством владельца клуба Марка Голдберга.

### В новом столетии
Новым владельцем клуба стал предприниматель Саймон Джордан, владелец Pocket Phone Shop. Клуб провёл большую часть десятилетия в Чемпионшипе, сыграв в Премьер-лиге лишь сезон 2004/05. Джордан не смог поставить клуб на прочную финансовую основу после 2008 года, команда несколько раз находилась на грани снятия с турнира. «Кристал Пэлас» был вынужден продавать игроков, но осталось около 20 миллионов фунтов долгов. В межсезонье консорциум, состоящий из нескольких богатых поклонников «орлов», названный CPFC 2010, успешно провёл переговоры о покупке клубного стадиона, а затем приобрёл весь клуб.
В ноябре 2012 года главным тренером «орлов» был назначен Иан Холлоуэй. В сезоне 2012/13 он вывел команду в Премьер-лигу.
В сезоне 2015/16 клуб смог дойти до финала Кубка Англии, где уступил «Манчестер Юнайтед».
В сезоне 2023/2024 клуб сменил главного тренера Роя Ходжсона. Новым тренером стал австрийский тренер Оливер Гласнер.
17 мая 2025 года «Кристал Пэлас» впервые завоевали Кубок Англии, одержав победу со счётом 1:0 в финале над «Манчестер Сити».

## Достижения
- Высший дивизион чемпионата Англии (Первый дивизион / Премьер-лига):
  - Третье место: 1990/91
- Второй дивизион чемпионата Англии (Второй дивизион до 1992 года / Первый дивизион с 1992 по 2004 / Чемпионшип с 2004):
  - Чемпион (2): 1978/79, 1993/94
  - Второе место: 1968/69
  - Победитель плей-офф (4, рекорд): 1988/89, 1996/97, 2003/04, 2012/13
- Третий дивизион чемпионата Англии (Третий дивизион до 1992 года / Второй дивизион с 1992 по 2004 / Лига 1 с 2004):
  - Чемпион: 1920/21
  - Второе место (4): 1928/29 (юг), 1930/31 (юг), 1938/39 (юг), 1963/64
- Четвёртый дивизион чемпионата Англии (Четвёртый дивизион до 1992 года / Третий дивизион с 1992 по 2004 / Лига 2 с 2004):
  - Второе место: 1960/61
- Кубок Англии:
  - Победитель: 2025
  - Финалист (2): 1990, 2016
- Кубок Английской футбольной лиги:
  - Полуфиналист (4): 1992/93, 1994/95, 2000/01, 2011/12
- Кубок полноправных членов:
  - Обладатель: 1990/91
- Суперкубок Англии:
  - Обладатель: 2025

## Рекорды клуба
- Самая крупная победа: 9:0 над «Барроу» (10 октября 1959 года).
- Самая крупная победа в АПЛ: 5:0 над «Лестер Сити» (28 апреля 2018 года), 5:0 над «Астон Виллой» (19 мая 2024 года).
- Самая крупная кубковая победа: 8:0 над «Саутенд Юнайтед» (25 сентября 1989 года).
- Самое крупное поражение: 0:9 от «Ливерпуля» (12 сентября 1989 года).
- Самое крупное поражение в АПЛ: 0:7 от «Ливерпуля» (19 декабря 2020 года).
- Самое крупное кубковое поражение: 0:9 от «Бернли» (10 февраля 1909 года).
- Лучший бомбардир: Питер Симпсон (153 мяча в период 1930—1936 гг.).
- Лучший бомбардир в АПЛ: Вильфрид Заа (59 голов в период с 2014—2022).
- Самый быстрый хет-трик: Дуги Фридмен против «Гримсби» в течение 11 минут.
- Самый молодой игрок: Джон Босток (15 лет и 287 дней) в игре против «Уотфорда».

## Текущий состав
| 1  | Англия                    | Вр  | Дин Хендерсон                                | 1997 |  |  |  |  |  |
| 30 | Соединённые Штаты Америки | Вр  | Мэтт Тернер (в аренде из «Ноттингем Форест») | 1994 |  |  |  |  |  |
| 31 | Англия                    | Вр  | Реми Мэттьюз                                 | 1994 |  |  |  |  |  |
|    |                           |     |                                              |      |  |  |  |  |  |
| 2  | Англия                    | Защ | Джоэл Уорд (капитан)                         | 1989 |  |  |  |  |  |
| 3  | Англия                    | Защ | Тайрик Митчелл                               | 2000 |  |  |  |  |  |
| 5  | Франция                   | Защ | Максанс Лакруа                               | 2000 |  |  |  |  |  |
| 6  | Англия                    | Защ | Марк Гехи (вице-капитан)                     | 2001 |  |  |  |  |  |
| 12 | Колумбия                  | Защ | Даниэль Муньос                               | 1996 |  |  |  |  |  |
| 17 | Англия                    | Защ | Натаниэл Клайн                               | 1991 |  |  |  |  |  |
| 25 | Англия                    | Защ | Бен Чилуэлл (в аренде из «Челси»)            | 1996 |  |  |  |  |  |
| 26 | Соединённые Штаты Америки | Защ | Крис Ричардс                                 | 2000 |  |  |  |  |  |
| 34 | Марокко                   | Защ | Чади Риад                                    | 2002 |  |  |  |  |  |
| 58 | Англия                    | Защ | Калеб Кпорха                                 | 2006 |  |  |  |  |  |
|    |                           |     |                                              |      |  |  |  |  |  |
| 7  | Сенегал                   | ПЗ  | Исмаила Сарр                                 | 1998 |  |  |  |  |  |
| 8  | Колумбия                  | ПЗ  | Джефферсон Лерма                             | 1994 |  |  |  |  |  |

| 10 | Англия    | ПЗ  | Эберечи Эзе       | 1998 |  |  |  |  |  |
| 18 | Япония    | ПЗ  | Даити Камада      | 1996 |  |  |  |  |  |
| 19 | Англия    | ПЗ  | Уилл Хьюз         | 1995 |  |  |  |  |  |
| 20 | Англия    | ПЗ  | Адам Уортон       | 2004 |  |  |  |  |  |
| 21 | Англия    | ПЗ  | Ромен Эссе        | 2005 |  |  |  |  |  |
| 23 | Англия    | ПЗ  | Малком Эбиоуэй    | 2003 |  |  |  |  |  |
| 28 | Мали      | ПЗ  | Шейк Дукуре       | 2000 |  |  |  |  |  |
| 42 | Англия    | ПЗ  | Кейден Родни      | 2004 |  |  |  |  |  |
| 55 | Шотландия | ПЗ  | Джастин Девенни   | 2003 |  |  |  |  |  |
|    |           |     |                   |      |  |  |  |  |  |
| 9  | Англия    | Нап | Эдди Нкетиа       | 1999 |  |  |  |  |  |
| 11 | Бразилия  | Нап | Матеус Франса     | 2004 |  |  |  |  |  |
| 14 | Франция   | Нап | Жан-Филипп Матета | 1997 |  |  |  |  |  |
| 46 | Ирландия  | Нап | Франко Умех       | 2005 |  |  |  |  |  |
| 63 | Англия    | Нап | Зак Марш          | 2005 |  |  |  |  |  |

### Игроки в аренде
| \| № \| \| Поз. \| Имя \| Год рождения \| \| -- \| \| ---- \| ----------------------------------------------------------- \| ------------ \| \| 1 \| \| Вр \| Джо Витуорт[англ.] (в «Эксетере» до 31 мая 2025) \| 2004 \| \| 4 \| \| ПЗ \| Дэвид Озо (в «Дерби Каунти» до 31 мая 2025) \| 2005 \| \| 5 \| \| Зщ \| Роб Холдинг (в «Шеффилд Юнайтед» до 31 мая 2025 года) \| 1995 \| \| 11 \| \| ПЗ \| Джезаран Рак-Саки (в «Шеффилд Юнайтед» до 31 мая 2025 года) \| 2002 \| \| 15 \| \| ПЗ \| Джефф Шлупп (в «Селтике» до 31 мая 2025 года) \| 1992 \| \| 27 \| \| Нап \| Одсонн Эдуар (в «Лестер Сити» до 30 июня 2025 года) \| 1998 \| \| 32 \| \| ПЗ \| Науиру Ахамада (в «Ренне» до 30 июня 2025 года) \| 2003 \| \| 57 \| \| Нап \| Люк Планж[англ.] (в «Мотеруэлле» до 31 мая 2025 года) \| 2002 \| |          |      |                                                             |              |
| № |          | Поз. | Имя                                                         | Год рождения |
| 1 | Англия   | Вр   | Джо Витуорт (в «Эксетере» до 31 мая 2025)                   | 2004         |
| 4 | Англия   | ПЗ   | Дэвид Озо (в «Дерби Каунти» до 31 мая 2025)                 | 2005         |
| 5 | Англия   | Зщ   | Роб Холдинг (в «Шеффилд Юнайтед» до 31 мая 2025 года)       | 1995         |
| 11 | Англия   | ПЗ   | Джезаран Рак-Саки (в «Шеффилд Юнайтед» до 31 мая 2025 года) | 2002         |
| 15 | Германия | ПЗ   | Джефф Шлупп (в «Селтике» до 31 мая 2025 года)               | 1992         |
| 27 | Франция  | Нап  | Одсонн Эдуар (в «Лестер Сити» до 30 июня 2025 года)         | 1998         |
| 32 | Франция  | ПЗ   | Науиру Ахамада (в «Ренне» до 30 июня 2025 года)             | 2003         |
| 57 | Англия   | Нап  | Люк Планж (в «Мотеруэлле» до 31 мая 2025 года)              | 2002         |